# Catos
Os catos ou cáticos (em latim: chatti) eram uma antiga tribo germânica que habitava o Hessen central e setentrional e a Baixa Saxônia meridional, ao longo do alto rio Weser e nos vales e montanhas dos rios Eder, Fulda e Werra, o que corresponde hoje ao Hesse-Cassel. Segundo Tácito, em 70, encontravam-se entre os catos os batavos, até que um conflito interno os fez partir em busca de terras na desembocadura do Reno.
Os catos participaram da aliança de tribos germânicas que, sob a chefia de Armínio, derrotou as legiões romanas de Varo em 9, na Batalha da Floresta de Teutoburgo. Uma filha de Cetúmero, rei dos catos, casou-se com Flavo, irmão de Armínio; desta união nasceu Ítalo, que viveu em Roma e foi depois rei da tribo de Armínio, os queruscos.

## Localização
Quando os romanos chegaram, várias tribos foram localizados na região dos Países Baixos, que residiam nas partes habitáveis mais altas, especialmente no leste e sul. Essas tribos não deixaram registros escritos. Todas as informações conhecidas sobre elas durante este período pré-romano é baseada no que os romanos, mais tarde, escreveram sobre as mesmas.

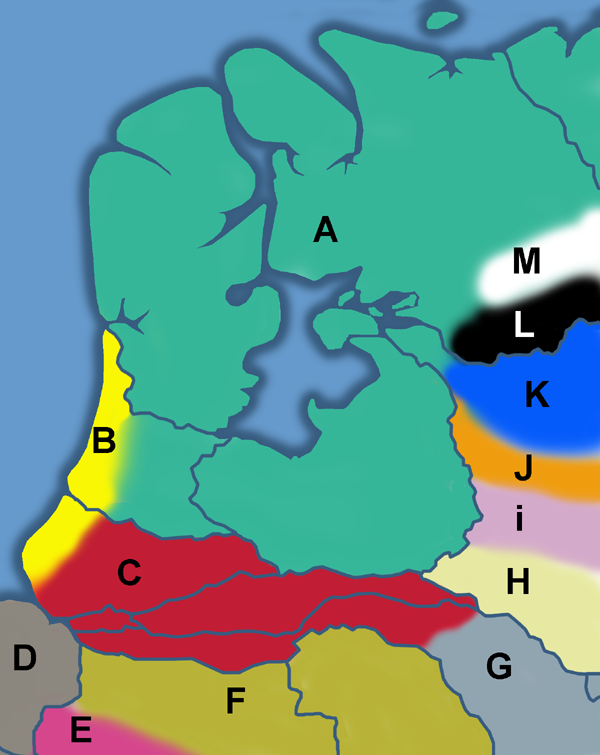
O local aproximado (hoje Holanda) onde as tribos germânicas se assentaram no século I. Os limites exatos são desconhecidos, entretanto de H a M em particular não devem ser considerados como representações exatas.

As tribos mostradas no mapa à direita são:
- A. Frísios,
- B. Caninefates,
- C. Batavos,
- D. Marsos,
- E. Toxandros,
- F. Menápios,
- G. Ampsivários,
- H. Camavos,
- I. Sicambros,
- J. Brúcteros,
- K. Tubantes,
- L. Usípetes e
- M. Tencteros.

Outros grupos tribais não mostrados neste mapa, mas associado com a Holanda são:
- Ambianos,
- Catos,
- Catuários,
- Morinos,
- Salianos,
- Tungros e
- Úbios.